# سایگو تاکاموری
سایگو تاکاموری (به ژاپنی: 西郷隆盛 Saigō Takamori) یا سایگو کوکیچی (به ژاپنی: 西郷小吉) یکی از تأثیرگذارترین ساموراییها و یکی از سه قهرمان برجسته نوسازی میجی در تاریخ ژاپن است. دوران زندگی او مصادف با اواخر دوره ادو و دوره میجی بود. او یکی از مشاوران عالی امپراتور میجی و یکی از افراد با نفوذ دولت بود. او فرد مصمم و تاریخ سازی بود که جنبش اصلاحات میجی را طراحی کرد و پیش برد. در آن زمان مقابله با استعمار و نفوذ غربی، یکی از بزرگ‌ترین مسائلی بود که ژاپن با آن روبرو بود. سایگو بر آن بود که برای مقابله با غرب ژاپن نیز باید روشی سلطه‌جویانه در پیش بگیرد و پاسخ درست به کره که از داشتن مناسبات سیاسی با ژاپن خودداری داشت، جنگ است. هنگامی‌که طرح او برای جنگ از طرف دولت پذیرفته نشد او که مظهر فضیلت‌های سپاهیگری شناخته می‌شد، با همفکرانش از دولت بیرون رفت. سایگو به کاگوشیما (جنوب ژاپن) رفت و در آنجا مدرسه‌ای را بنا کرد. ساموراییهایی که در این دوران در حال از دست دادن قدرت و ناراضی از دولت بودند، دور او جمع شدند و او در جایگاه رهبری شورش ساتسوما جهت سرنگونی دولت قرار گرفت. تعداد شورشیان سامورایی به ۲۰٬۰۰۰ نفر بالغ می‌شد. آن‌ها قصد داشتند به پایتخت آمده و دولت را سرنگون کنند. این شورش در سال ۱۸۷۷ چندین ماه بطول انجامید اما نتوانست از مرزهای کیوشو فراتر رود و سرانجام توسط نیروهای دولتی سرکوب شد و به کاگوشیما عقب رانده شد. سایگو قبل از دستگیری خودکشی کرد بدین صورت که از دوستش خواست که او را گردن بزند. چند سال بعد در مجمع عمومی اعلام قانون اساسی سایگو از اتهامات وارده مبری دانسته شد.

## وضعیت زمانه
در اواخر قرن نوزدهم ژاپن از نظر اقتصادی کشوری کم‌توسعه‌یافته بود که از سال ۱۶۰۰ توسط خاندان توکوگاوا اداره می‌شد که در سال ۱۶۰۳، لقب شوگون را برای خود انتخاب کرده بودند.
در طول این دوره امپراتوری ژاپن در کناری ایستاده بود و تنها یک نقش تشریفاتی محض داشت. شوگون‌های توکوگاوا از اعضای بسیار بانفوذ طبقه فئودال‌ها بودند که از قلمروهای خود مالیات می‌گرفتند.
در کشور سیاست ساکوکو به معنای سیاست درهای بسته اعمال می‌شد، و هدف آن محدود و ممنوع کردن ارتباط و تجارت مردمان کشور ژاپن با اتباع خارجی بود. در دوره ادو ورود خارجی‌ها و خروج ژاپنی‌ها می‌توانست مجازات مرگ را در پی داشته باشد. شوگون در ادو مستقر بود و تمام تجارت خارجی را کنترل و در انحصار خود درآورده بود. نهادهای اقتصادی و سیاسی، محدود بودند و ژاپن در فقر به سر می‌برد.
مخالفان برعکس این را می‌خواستند. آنان به دنبال آن بودند نهادهای فئودالی قدیم را منسوخ کنند و یک دولت مدرن در ژاپن تشکیل دهند. آنان برای آنکه حامیان خود را افزایش دهند، انگیزه خود را قدرت گرفتن امپراتور ژاپن در امور کشور عنوان می‌کردند. اوکوبو توشیمیچی (۱۸۳۰–۱۸۷۸ میلادی)، از سیاستمداران مشهور این دوره ادعا می‌کرد «یک کشور نمی‌تواند دو سلطنت داشته باشد، یک خانه نمی‌تواند دو ارباب داشته باشد، دولت باید تنها به یک حاکم واگذار شود.» اما قصد اصلی آنان تنها حفظ امپراتور بر سریر قدرت نبود بلکه آنان به دنبال تغییر کامل نهادهای اقتصادی و سیاسی بودند.

## اوایل زندگی
سایگو تاکاموری در ۲۳ ژانویه، ۱۸۲۸ به عنوان اولین فرزند در یک خانوادهٔ رده پایین سامورایی در قلمروی ساتسوما در جنوب ژاپن متولد شد. پدر وی پس از آن صاحب سه پسر و سه دختر دیگر شد و خانواده در فقر شدیدی روزگار می‌گذراند. در سال ۱۸۳۹ شانه سمت راست تاکاموری در هنگام دعوا با همسالانش با شمشیر بریده شد و اعصاب دستش آسیب دید. وی پس از آن قادر به‌کارگیری شمشیر نشد و به جای آموزش‌های رزمی به یادگیری رشتهٔ علوم پرداخت. اوکوبو توشیمیچی (سیاستمدار مشهور ژاپن) نیز از همان دوران کودکی با وی در یک مدرسه تحصیل می‌کرد و دوستی این دو شخصیت تاریخی به همین علت ریشه عمیقی داشت.

## اتحاد ساتسوما و چوشو

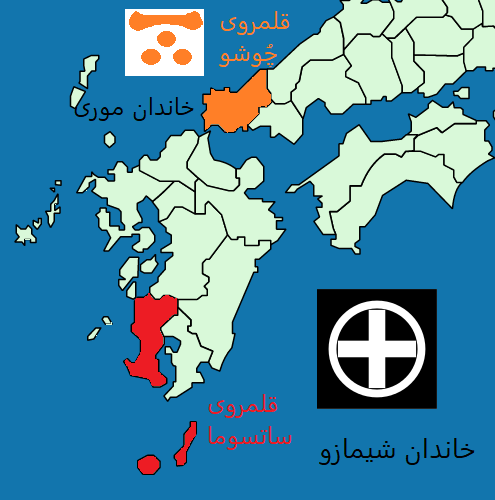
نقشه قلمروی ساتسوما (قرمز) در جنوب ژاپن و قلمروی چُوشو (نارنجی)، در دوره ادو ارباب قلمروی ساتسوما خاندان شیمازو و ارباب قلمروی چُوشو خاندان موری بود.

قلمروی ساتسوما و قلمروی چوشو هر دو جزو قلمروهای پرقدرت (یوهان) در دوره باکوماتسو بودند. در سال ۱۸۶۳ قلمروی ساتسوما با کمک قلمروی آیزو قلمروی چوشو را از دنیای سیاست در پایتخت بیرون رانده بود (تغییر سیاسی روز هیجدهم ماه هشت) و در سال بعد ۱۸۶۴ با اسلحه گرم (حادثه کینمون) توانسته بود سربازان قلمروی چوشو را که به کیوتو آمده بودند را شکست دهد و از پایتخت براند. بدین ترتیب رابطه مابین دو قلمرو به دشمنی گرایید.
در سال‌های دهه ۱۸۶۰، ساتسوما تمایل داشت موقعیت ممتاز خود را در راستای حفظ وضعیت موجود حفظ کند، در حالی که هدف چوشو به قیام با هدف سرنگونی حکومت تبدیل شده بود. ساکاموتو ریوما از طریق میانجیگری توانست، رهبران نظامی ساتسوما سایگو تاکاموری و اوکوبو توشیمیچی و از طرف دیگر کیدو تاکایوشی (کاتسورا کوگورو) از قلمروی چوشو را گرد هم بیاورد. اگر چه این دو قلمرو به‌طور سنتی دشمنان شدید یکدیگر بودند، رهبران آن‌ها موافقت کردند که زمان مناسب برای تغییر رسیده است و موافقت کردند که در صورت حمله از طرف دیگران به یکدیگر کمک کنند.
همچنین قلمروی چوشو به شدت به سلاح‌های مدرن نیاز داشت، اما ارتباطات بسیار محدودی با قدرت‌های غربی داشت. از طرف دیگر، قلمروی ساتسوما، یک تجارت اساسی قابل توجه با بریتانیای کبیر از طریق توماس بلیک گلاور، یک اسکاتلندی، وابسته به شرکت جاردین ماتسون برقرار کرده بود. با پیشنهاد ساکاموتو ریوما، سایگو توافق کرد که سلاح مورد نیاز قلمروی چوشو برای مبارزه با شوگون‌سالاری توکوگاوا را تأمین کند.
این اتحاد برای حمایت از چوشو جهت مقاومت در برابر عملیات تنبیهی دومین اردوکشی چوشو که در تابستان سال ۱۸۶۶ توسط شوگون‌سالاری انجام شد، بسیار مؤثر بود، و منجر به شکست کامل شوگون‌سالاری در برابر قلمروی چوشو شد.

## اختلاف با دولت

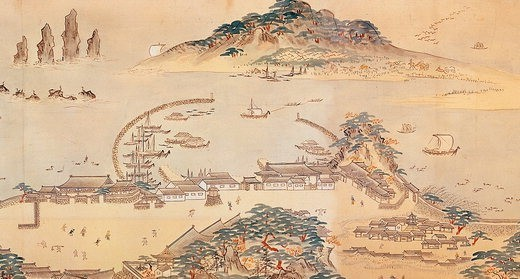
نقشه ای نقاشی شده از واکان در بندر بوسان در کٌره

در سال ۱۸۷۳ میلادی، کشور کره به درخواست ژاپن مبنی بر ایجاد روابط دوستانه مابین دو کشور جواب رد داد و هیأتی که از جانب ژاپن فرستاده شده بود را نپذیرفت. از این رو در هنگام مأموریت ایواکورا عده‌ای در کابینهٔ دولت میجی به رهبری سایگو طرحی برای حمله به کشور کره به منظور تنبیه آن کشور آماده کردند که پذیرفته شد. در همان زمان ایواکورا تومومی عضو برجستهٔ مشاوران دولت از مأموریت آمریکا و اروپا به ژاپن برگشت و با طرح مزبور مخالفت کرد. پس از این مخالفت عده‌ای از جمله سایگو، اِتُو شیمپِی، ایتاگاکی تایسوکه و گُوتُو شُوجیرو استعفاء کردند و هر یک راهی جداگانه برای مبارزه با دولت در پیش گرفتند.
سانجو سانه‌تومی (صدرالاعظم ژاپن) چنین دید که از هنگام آغاز نوسازی میجی ژاپنی‌ها کوشیده بودند که با کره روابط دوستانه و هم جواری داشته باشند اما فقط سرزنش و ناسزا بهره‌شان شده بود. این فکر پیش آمد که شمار محدودی واحدهای زمینی و دریایی که در صورت لزوم با فوج‌های بیش‌تری تقویت شود، به کره فرستاده شود تا از ژاپنی‌های مقیم در پایگاه واکان در بندر بوسان حمایت کند.
سایگو تاکاموری خواست که یک سفیر فوق‌العاده نزد کره‌ای‌ها فرستاده شود اما اگر گوش شنوا نداشتند و به این سفیر اهانت کردند گناهشان بر همه دنیا آشکار خواهد بود و باید به آنجا لشکر راند. وی خود را برای این سفارت پیشنهاد کرد. پیشنهاد سایگو از سوی اکثر برجستگان دولت حمایت شد هر چند شماری از دیوان سالاران در خارج بودند یا در جلسه‌های شورای دربار حضور نداشتند. در این احوال سانجو سانه‌تومی تردید و دودلی نشان داد و بهتر دید از تلگرافی از ایواکورا تومومی (سیاستمدار پرنفوذ بو مشاور امپراتور) خواسته شود که بی‌درنگ از مأموریت ایواکورا بازگردد و در بحث شرکت جوید، اما سایگو در نامه ای به تاریخ ۳ اوت از سانجو خواست که در اجرای تصمیم‌های شورای دربار قاطع باشد. وی یقین داشت که همین که سفیر ژاپن به کره برسد او را می‌کشند و در این وضع موجه خواهد بود که ژاپن برای مجازات مرتکبان این قتل به آنجا لشکر بفرستد. سایگو آماده بود که خود را به کشتن بدهد تا ژاپن بهانه ای برای حمله به کره پیدا کند. سایگو افزوده بود که نشانه‌هایی از نارضایتی در ژاپن مشهود است که می‌تواند به شورش و ناآرامی بینجامد و مناسب است که پیکان خشم انباشته شده مردم به سوی خارج کره برگردد و با این کار توان و اعتبار ژاپن هم به دنیا نشان داده شود.
ایواکورا تومومی پس از ۲۱ ماه گذراندن در خارج ژاپن و دیدار از دوازده کشور روز ۱۳ سپتامبر ۱۸۷۴ به توکیو بازگشت و پس از اندکی رهبری جناح ضد جنگ را در شورای سلطنتی به دست گرفت.
در ماه اکتبر اوکوبو توشیمیچی (یکی از پرنفوذترین وزیران کابینه) سخنگوی مخالفان حمله به کره شد و گفت که به موجباتی این کار به مصلحت نیست یکی این که بنیه مالی ژاپن تاب فشار جنگ را ندارد دیگر این که همه منابع ملی باید در کار اصلاحات نهاده شود و دیگر این که جنگ ژاپن و کره فرصت را برای بهره‌برداری قدرت‌های خارجی دیگر فراهم می‌کند و به ضرر ژاپن تمام خواهد شد. سایگو از عزم خود برنگشت اما در برابر فشار مخالفان جنگ کاری از وی برنیامد. ایواکورا تومومی حمایت امپراتور میجی را دریافت. این شورا در ماه اکتبر خود رأی داد و فکر لشکرکشی به کره رها شد تا به سازندگی کشور پرداخته شود تا سه سال بعد که سرانجام ژاپنی‌ها کره را گشودند و با این کشور روابط تجاری برقرار کردند.

## نارضایتی سامورایی‌ها
در سوگندنامه امپراتور میجی در ماده چهارم در مورد لغو رسوم ناپسند گذشته و در ماده دوم در مورد ایجاد وحدت و از بین رفتن طبقات اجتماعی سخن رفته بود. اقداماتی که در مورد اجرای چنین موادی به مورد اجرا درآمد و بر سامورایی‌ها تأثیر داشت عبارت بودند از:
- تشکیل نیروی دریایی و و زمینی و به اجرا گذاشتن قانون نظام وظیفهٔ عمومی در سال ۱۸۷۲ میلادی. با این قانون تمام افراد توانایی به دست آوردن مهارت جنگ آوری را به دست آوردند و جنگ آوری از انحصار طبقه سامورایی خارج شد.
- تحریم حمل شمشیر و قطع مستمری سامورایی‌ها. تا قبل از این قانون سامورایی‌ها مجاز به حمل دو شمشیر بودند و این امتیاز اعتبار و آبروی اجتماعی ایشان محسوب می‌شد. پس از آن مقرری‌ای که برای آنان قرار داده بودند نیز قطع شد و به اجبار مقرری به بازخرید یا به اوراق بهادار تبدیل شد. تصویب چنین قوانینی اعتبار سامورایی‌ها و تأمین معاش آنان را خدشه‌دار کرد، در نتیجه نارضایتی و شورش آنان را در پی آورد.[۷]

سایگو تاکاموری عقیده داشت که حمله به کره حیثت ملی ژاپن را بالا می‌برد و غنیمتی هم نصیب جامعهٔ سامورایی که به ناامیدی گرفتار آمده بودند خواهند کرد اما کره بندرها خود را بر روی کشتی‌های ژاپنی گشود که یک پیروزی دیپلماتیک برای ژاپن بود و با این پیروزی نیاز به جنگ از بین رفته و همین موضوع باعث نارضایتی جناحی شد که شکست مذاکرات با کره را به عنوان بهانه‌ای برای حمله قرار داده بود.

## شورش ساتسوما

نقشه نبرد

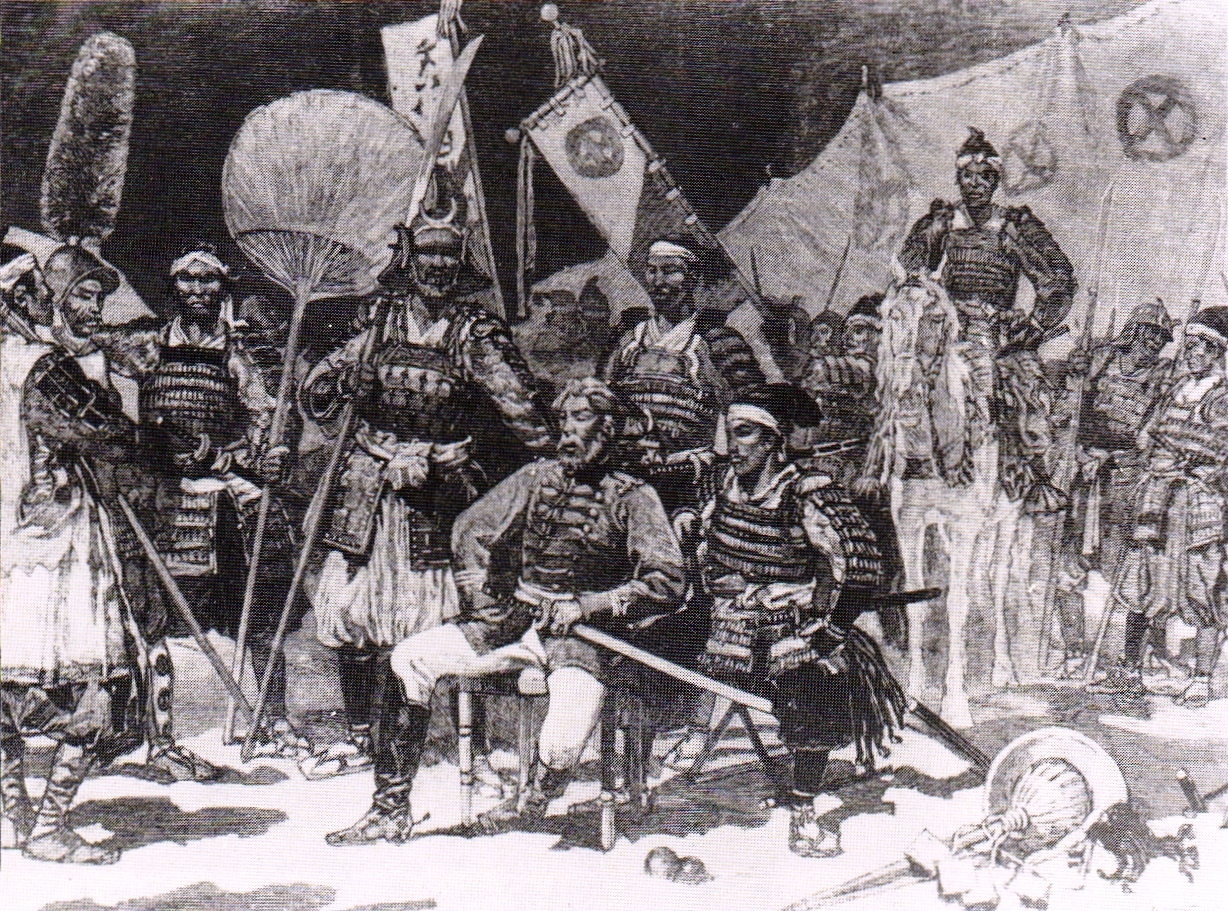
سایگو تاکاموری در خلال شورش ساتسوما ۱۸۷۷ (در حالت نشسته و در یونیفرم غربی)، درحالی‌که افسرانش در آرایش سامورایی گرد او جمع شده‌اند. (مقالهٔ خبری در مجله له موند ایلستره، ۱۸۷۷)

سایگو به کاگوشیما رفت و در آنجا مدرسه‌ای را بنا کرد. ساموراییهایی که در این دوران در حال از دست دادن قدرت و ناراضی از دولت بودند، دور او جمع شدند و او در جایگاه رهبری شورش ساتسوما جهت سرنگونی دولت قرار گرفت. وی قصد خود را برای راهپیمایی تا توکیو به جهت گفتگو با امپراتور میجی و رهایی از سیاستمداران فاسد اعلام کرد.
مسیر رفتن به توکیو از طریق کوماموتو، محل قلعه تاریخی کوماموتو و شهر اصلی استقرار نیروی‌های امپراتوری ژاپن در کیوشو (جنوب ژاپن) بود. رهبران دولت میجی می‌دانستند که از دست دادن کوماموتو به این معنی است که تمام کیوشو به دست نیروهای ساتسوما افتاده است و این موضوع باعث شورش در بخش‌های دیگر ژاپن خواهد شد.
نیروهای اهل ساتسوما در ۱۴ فوریه به کوماموتو رسیدند و فرمانده قلعه کوماموتو، ژنرال تانی تاته‌کی به فرماندهان ساتسوما پیغام فرستاد که هر گونه تلاشی از سوی سربازان ساتسوما برای عبور از کوماموتو با زور متوقف خواهد شد.
در ۱۹ فوریه، اولین گلوله‌ها شلیک شد زیرا مدافعان قلعه کوماموتو به سمت نیروهای ساتسوما که قصد ورود به قلعه را داشتند، آتش گشودند. قلعه کوماموتو، در سال ۴۱۷ میلادی ساخته شده بود، و یکی از مستحکم‌ترین قلعه‌ها در ژاپن بود، سایگو اعتمادبه‌نفس کافی داشت چون نیروهایش آزموده‌تر از دهقانان تازه سرباز شدهٔ تانی تاته‌کی بودند.
در ۲۲ فوریه، ارتش اصلی ساتسوما به محل وارد شد با وجود موفقیت‌های اولیه، ارتش ساتسوما نتوانست قلعه را بگیرد و متوجه شد که ارتش سربازان مزدور دهقان همان‌طور که قبلاً تصور می‌کرد، بی‌اثر نیستند. پس از دو روز حمله بی‌هدف، نیروهای ساتسوما در اطراف قلعه گودال کندند و سعی کردند مدافعان قلعه را توسط محاصره نظامی گرسنگی بدهند. اوضاع به ویژه برای مدافعان ناامیدکننده بود؛ زیرا مواد غذایی و مهمات تقریباً مدت کوتاهی قبل از حمله به ته رسیده بود.
در طول محاصره قلعه کوماموتو، بسیاری از سامورایی‌های کوماموتو به نیروهای سایگو تاکاموری پیوستند، و تعداد رزمندگان در زیر پرچم سایگو به حدود ۲۰٬۰۰۰ مرد رسید. با این حال، سایگو مجبور شد که نیروهای خود را برای تدارک یک خط دفاعی طولانی از تاباروزاکا تا خلیج دریای آری‌آکه تقسیم و جدا کند. در نبرد تاباروزاکا، حدود ۱۵٬۰۰۰ سامورایی خود را با ارتش امپراتوری با بیش از ۹۰٬۰۰۰ نفر مواجه دیدند و مجبور به عقب‌نشینی با تلفات قابل توجهی شدند. علاوه بر این، سایگو قادر به جلوگیری از به خشکی رسیدن سربازان امپراتوری نبود.
در شب ۸ آوریل، سربازانی از قلعه کوماموتو، دست به یک حمله زدند و توانستند حلقه محاصره ساتسوما را باز کنند و بدین ترتیب قادر شدند مواد و لوازم مورد نیاز را به قلعه برسانند. ارتش اصلی امپراتوری نیروهای ساتسوما را به شدت تحت فشار قرار داد تا از این ناحیه خارج شوند. در روز ۲۰ مارس، شورشیان مجبور به عقب‌نشینی شدند.
پس از شکست سپاهیان سامورایی‌ها، بقایای باقیمانده از سپاه سامورایی‌هایی که هنوز وفادار به سایگو تاکاموری باقی مانده بودند، به سوی ساتسوما بازگشتند و تپه شیرویاما را که مشرف به کاگوشیما بود را در ۱ سپتامبر ۱۸۷۷ تصرف کردند. نبرد شیرویاما آخرین نبرد از شورش ساتسوما بود. نیروهای ارتش امپراتوری به زودی شروع به ورود به منطقه کردند، و شورشیان را تحت محاصره قرار دادند. پس از تلفات جنگی و فرار سامورایی‌ها، از بیش از ۲۰٬۰۰۰ نفر تنها حدود ۵۰۰ سامورایی در جبهه سایگو تاکاموری باقی مانده بود و این کاهش نیرو تنها در طی شش هفته از شکست محاصره قلعه کوماموتو رخ داده بود.
در این نبرد سامورایی‌ها تحت فرماندهی سایگو تاکاموری درحالی‌که که تعدادشان بسیار کمتر بود، در آخرین موضع خود در برابر ارتش امپراتوری ژاپن جنگیدند. این نبرد منجر به نابودی ارتش سایگو و همچنین مرگ وی در اثر خودکشی شد.
سایگون از ران و معده زخمی شده بود و با کمک یکی از هم‌رزمانش سعی کرد به پایین تپه برود تا بتواند مکان دیگری برای پایان دادن به زندگی اش پیدا کند. هم‌رزم به عنوان کایشاکونین، سر سایگو تاکاموری را قطع کرد و سپس سر را مخفی کرد تا دشمن نتواند آن را پیدا کند.

## عواقب شورش ساتسوما
از نظر مالی، هزینه سرکوب شورشیان ساتسوما برای دولت میجی بسیار سنگین بود و ژاپن مجبور شد که از استاندارد طلا استفاده کند و همین‌طور دولت مجبور به چاپ اسکناس شد. شکست شورش همچنین به‌طور مؤثری به اهمیت طبقهٔ اجتماعی سامورایی پایان داد، و امپراتوری ژاپن خدمت وظیفه عمومی را مقرر کرد زیرا ثابت شد که بدون توجه به طبقه اجتماعی ارتش جدید می‌تواند پیروز شود. در تاریخ ۲۲ فوریه ۱۸۸۹ امپراتور میجی، سایگو تاکاموری را مورد عفو و بخشش قرار داد. دقیقاً زمانی که تاکاموری دیگر زنده نبود و چند ماه قبل با انجام هاراگیری (خودکشی به روش سامورایی‌ها) به زندگی خود پایان داده بود

## آثار

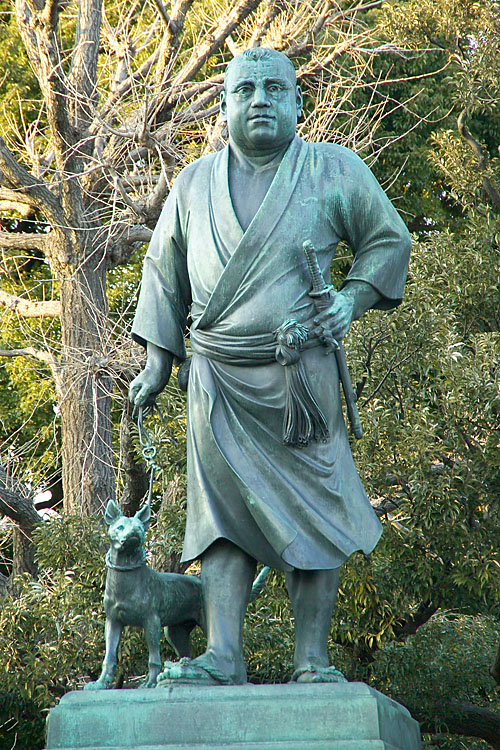
مجسمه سایگو تاکاموری در پارک اوئنو

امروزه در پارک اوئنو مجسمه‌ای از سایگو بر پاست است و مردم با احترام از او یاد کرده و از برابر مجسمهٔ او می‌گذرند. هر چند از نظر سیاسی امروزه به نظر می‌رسد که نظر دیگر تجددخواهان ژاپن که به ستیزه‌جویی سایگو میدان ندادند درست بوده است.
فیلم آخرین سامورایی در سال ۲۰۰۳ میلادی، با شرکت تام کروز و کن واتانابه (در نقش سایگو) براساس شورش ساتسوما ساخته شده است.

## سالشماری رویدادها
| سال  | رویداد                                                                          | یادداشت |
| ۱۸۲۷ | تولد به عنوان اولین فرزند سایگو ساچیبئه در قلمروی ساتسوما                       | |
| ۱۸۳۹ | زخمی شدن شانه با شمشیر در راه بازگشت از مدرسه                                   | |
| ۱۸۵۰ |                                                                                 | وقوع نزاع خانوادگی به سبب جانشینی ارباب قلمروی ساتسوما                                                                                        |
| ۱۸۵۲ | اولین ازدواج                                                                    | |
| ۱۸۵۲ | مرگ پیاپی پدربزرگ و پدر و مادر                                                  | |
| ۱۸۵۳ |                                                                                 | ۸ ژوئیه، ناخدا متیو پری آمریکایی با چهار کشتی وارد خلیج توکیو شد و ژاپن را تحت فشار قرار داد تا بندرها خود را بر روی بازرگانان خارجی باز کند. |
| ۱۸۵۴ | رفتن به ادو به عنوان منشی شیمازو ناری‌آکیرا، ارباب ساتسوما                       | |
| ۱۸۵۴ | طلاق از اولین همسر                                                              | |
| ۱۸۵۶ | کمک به تدارک ازدواج دخترخوانده ارباب ساتسوما، آتسو-هیمه با شوگون سیزدهم         | |
| ۱۸۵۷ | اقامت در ادو                                                                    | |
| ۱۸۵۸ | فعالیت در کیوتو در جناح هیتوتسوباشی و همکاری با راهب بودایی گشّو                 | مرگ ناگهانی ارباب ساتسوما |
| ۱۸۵۸ | شکست جناح هیتوتسوباشی، توکوگاوا ایه‌موچی شوگون چهاردهم شد                        | بسته شدن عهدنامه دوستی و تجارت بین ایالات متحده آمریکا و ژاپن                                                                                 |
| ۱۸۵۸ | اقدام به جونشی (خودکشی پس از مرگ ارباب)، نجات از دریا                           | آغاز تصفیه آنسی و دستگیری مخالفان تجارت خارجی                                                                                                 |
| ۱۸۵۹ | تبعید به جزیره آمامی اوشیما، ازدواج با دومین همسرش بنام آئی‌کانا                 | |
| ۱۸۶۰ |                                                                                 | حادثه ساکورادامون (۱۸۶۰)، ترور مشاور ارشد شوگون                                                                                               |
| ۱۸۶۱ | تولد پسر ارشد به نام سایگو کیکوجیرو                                             | |
| ۱۸۶۱ | عفو و بازگشت به قلمروی ساتسوما بدون همسر و فرزندش                               | |
| ۱۸۶۲ | تبعید به جزیره اوکینوارابوجیما                                                  | وقوع حادثه ناماموگی کشته شدن تاجر انگلیسی توسط همراهان ارباب ساتسوما                                                                          |
| ۱۸۶۳ |                                                                                 | بمباران کاگوشیما (بمباران ساتسوما) توسط انگلستان                                                                                              |
| ۱۸۶۴ | پایان تبعید، اولین دیدار و گفتگو با ساکاموتو ریوما در کیوتو                     | وقوع حادثه کینمون و درگیری نظامی بین قلمروی چوشو و قلمروی ساتسوما در کیوتو                                                                    |
| ۱۸۶۵ | ازدواج با سومین همسرش بنام ایتو                                                 | |
| ۱۸۶۶ | برقرار کردن اتحاد ساتچو مابین قلمروی ساتسوما و قلمروی چوشو                      | توکوگاوا یوشی‌نوبو به عنوان شوگون پانزدهم منصوب شد                                                                                             |
| ۱۸۶۷ | برقراری پیمان ساتسودو با همکاری ساکاموتو ریوما                                  | مرگ امپراتور کومی و آغاز سلطنت امپراتور میجی                                                                                                  |
| ۱۸۶۷ | واگذاری قدرت آخرین شوگون توکوگاوا یوشینوبو به امپراتور میجی                     | |
| ۱۸۶۷ | ترور ساکاموتو ریوما                                                             | |
| ۱۸۶۸ | مذاکره با کاتسو کایشو نماینده شوگون، در مورد تسلیم قلعه ادو به امپراتور میجی    | آغاز اولین نبرد از جنگ بوشین بنام نبرد توبا–فوشیمی                                                                                            |
| ۱۸۶۹ | دریافت ۲۰۰۰ ککو به عنوان پاداش از سوی دربار                                     | پایان یافتن جنگ بوشین پیروزی امپراتور بر نیروهای وفادار به خاندان توکوگاوا                                                                    |
| ۱۸۷۰ | ترک ادو و بازگشت به ساتسوما                                                     | |
| ۱۸۷۱ | برگشت به ادو و شرکت در دولت میجی                                                | آغاز مأموریت ایواکورا در ماه دسامبر |
| ۱۸۷۲ | فرستادن پسر ارشد به آمریکا جهت تحصیل                                            | |
| ۱۸۷۲ | از ماه مه تا ماه ژوئیه همراهی با امپراتور میجی در سفر داخلی                     | |
| ۱۸۷۳ | طرفداری از حمله به کره (کشور) در قضیه بحث در مورد فتح کره                       | تغییر سیاسی سال ششم دوره میجی در ماه اوت |
| ۱۸۷۳ | ماه اکتبر، ترک مشاغل نظامی در دولت به بهانه سردرد و بازگشت به ساتسوما جهت زندگی | پایان مأموریت ایواکورا و برگشت به ژاپن در ماه سپتامبر                                                                                         |
| ۱۸۷۴ | افتتاح کردن مدارس خصوصی در ساتسوما                                              | |
| ۱۸۷۶ |                                                                                 | صدور فرمان هایتو و ممنوعیت حمل شمشیر توسط سامورایی‌ها                                                                                          |
| ۱۸۷۷ | شرکت به عنوان رهبر در جنگ سینان                                                 | |
| ۱۸۷۷ | مرگ در اثر هاراکیری                                                             | |